# 基兴通巴赫
基兴通巴赫是德国巴伐利亚州的一个市镇。总面积67.43平方公里，总人口3261人，其中男性1663人，女性1598人（2011年12月31日），人口密度48人/平方公里。